# 王千
王千（？—？），新朝宗室，西汉外戚，王莽的长孙，王宇长子。

## 生平
汉平帝元始三年（公元3年），王莽将王宇下狱，命他服毒自杀。始建国元年（公元9年），王莽建立新朝，封王宇子六人：王千为功隆公，王寿为功明公，王吉为功成公，王宗为功崇公，王世为功昭公，王利为功著公。王千的妹妹王妨嫁给衛将軍王興为妻，另一个妹妹嫁给孺子婴。为奉古帝王及先贤的祭祀，王莽封姚恂为初睦侯，奉黄帝后；梁护为脩远伯，奉少昊后；皇孙功隆公王千，奉帝喾后；国师刘歆为祁烈伯，奉颛顼后；刘歆子刘叠为伊休侯，奉尧后；妫昌为始睦侯，奉虞帝后；山遵为褒谋子，奉皋陶后；伊玄为褒衡子，奉伊尹后。汉朝後裔定安公刘婴，为宾。周朝後裔卫公姬党，封为章平公，为宾。殷朝後裔宋公孔弘，封为章昭侯，为恪。夏朝後裔辽西姒丰，封为章功侯，为恪。周公後裔褒鲁子姬就、宣尼公孔子後裔褒成子孔钧。王千后来事迹不详。